# Пия де Толомеи (картина Россетти)
«Пия де Толомеи» — картина английского художника-прерафаэлита Данте Габриэля Россетти, созданная в 1868 году. Натурщицей для картины стала Джейн Моррис. Сейчас картина находится в Музее искусств Спенсера.

## Информация о картине
Картина была написана во время начала длительного романа художника с натурщицей Джейн Моррис, женой художника Уильяма Морриса. В качестве сюжета был выбран мотив из Чистилища «Божественной комедии» Данте Алигьери. Пия де Толомеи — женщина, отправленная в заточение и отравленная своим мужем. Россетти хотел показать, что Уильям Моррис таким же образом держал в плену свою жену. То же самое он отразил и в более поздней работе «Прозерпина». В течение жизни Россетти изобразил Джейн в образах Прозерпины, Гвиневры и Дездемоны — женщин, находившихся во власти своих мужей..
Как и на большинстве картин Россетти с Джейн Моррис, она изображена в искажённых увеличенных пропорциях. В частности, у Пии де Толомеи намеренно увеличена шея. Также художник изменил естественный, тёмно каштановый цвет волос модели на рыжий, такой же, как у погибшей жены художника Элизабет Сиддал.